# Thelymitra sanscilia
Thelymitra sanscilia là một loài thực vật có hoa trong họ Lan. Loài này được H.S.Irwin ex Hatch miêu tả khoa học đầu tiên năm 1952.